# Kärim Mäsimov
Kärim Qazjymqanuly Mäsimov (kazakiska: Кәрім Қажымқанұлы Мәсімов), född 15 juni 1965 i Tselinograd (nu Astana), är sedan 10 januari 2007 premiärminister i Kazakstan. Han efterträdde Danial Achmetov som avgick 8 januari 2007. Vice premiärminister sedan augusti 2007 är Ömirzaq Sjökejev, innan dess Aslan Musin. Andre vice premiärminister är sedan 29 oktober 2007 Jerbol Orynbajev.
Mäsimov är etnisk uigur och talar kazakiska, ryska, kinesiska, engelska och arabiska. Han studerade vid Beijing Language and Culture University, Law School of Wuhan University samt Kazakh State Academy of Management och har en examen i internationell juridik och ekonomi och en doktorsgrad i ekonomi.

## Karriär
Mäsimov började sin toppolitiska bana som sakkunnig om Kina i ministeriet för utrikesekonomiska band (Ministry of External Economic Ties). Han var ledamot i Kazakstans arbetsministerium 1991, varefter han mellan åren 1992 och 1995 var på statligt uppdrag i Hongkong för affärsrelationerna mellan Kazakstan och Kina. Från 1995 till 2000 var han högt uppsatt inom två av Kazakstans banker. År 2000 blev han minister för ekonomi och budgetplanering samt transport- och kommunikationsminister i Qasym-Zjomart Toqajevs regering och året efter vice premiärminister. År 2003 blev han president Nursultan Nazarbajevs rådgivare och 2006 blev han återigen vice premiärminister. När Danial Achmetov avgick nominerade president Nazarbajev Mäsimov till ny premiärminister, något som blev godkänt av Mäsimovs parti Nur-Otan och parlamentet 10 januari 2007.